# Житикарински район
Житикарински район (на казахски: Жітіқара ауданы) е съставна част на Костанайска област, Казахстан, обща площ 7318 км2 и население 47 661 души (по приблизителна оценка към 1 януари 2020 г.). Административен център е град Житикара.